# I've Been Waiting for This Night
I've Been Waiting for This Night är en låt framförd av sångaren Donny Montell.
Låten var Litauens bidrag till Eurovision Song Contest 2016 i Stockholm. Den framfördes i den andra semifinalen i Globen den 12 maj 2016.

## Komposition och utgivning
Låten är skriven av Jonas Thander och Beatrice Robertsson. Den släpptes som singel för digital nedladdning den 3 december 2015 utgiven av UAB "Gyva Muzika", tillsammans med en officiell musikvideo. Videon är regisserad och producerad av Jean Baptiste Group.
Den 8 mars 2016 släpptes ett singelalbum som förutom originallåten även innehåller två remixer.

## Spårlista
- Digital nedladdning[5]

1. "I've Been Waiting for This Night" – 3:05
2. "I've Been Waiting for This Night (Trap Remix)" – 3:18
3. "I've Been Waiting for This Night (Club Remix)" – 3:39